# The Rev
Джеймс О́уэн Са́лливан (англ. James Owen Sullivan; 9 февраля 1981 — 28 декабря 2009) — американский музыкант, известный под сценическим именем The Rev, работавший с группами Avenged Sevenfold, Pinkly Smooth и Suburban Legends.

## Биография

### Ранний период (1981—1999). Suburban Legends
Родился в Хантингтон-Бич (США, штат Калифорния). Первые уроки игры на ударных начал брать в 10 лет, а первую ударную установку получил в 11.
Изучение основ игры в музыкальной школе Салливан совмещал с изучением различных музыкальных стилей — трэш-метала, прог-рок, фанка и прочих.
С шестого по восьмой класс играл в ансамбле ударных инструментов, параллельно играя с различными панк-группами, «чтобы привлечь девчонок».
В 1999 году Салливан в составе ска-группы Suburban Legends выпустил альбом «Origin Edition» и спустя некоторое время покинул группу, чтобы присоединиться к Avenged Sevenfold. Именно в составе Avenged Sevenfold родился его псевдоним «The Rev».

### ПериодSounding the Seventh Trumpet(1999—2003).Avenged Sevenfold
В составе Avenged Sevenfold Салливан записал и выпустил две демозаписи (в 1999 и 2000 годах), после чего приступил к записи первого полноформатного альбома группы. Альбом под названием Sounding the Seventh Trumpet, выдержанный в стилистике смеси панка и металкора, вышел 31 января 2001 года и получил достаточно одобрительные отзывы от критиков и слушателей. На концертах Салливан, помимо игры на ударных, исполнял роль бэк-вокалиста.
Летом этого же года Салливан вместе с коллегой по Avenged Sevenfold Синистером Гейтсом (англ. Synyster Gates) и бывшими музыкантами Ballistico создали группу Pinkly Smooth, существовавшую на правах сайд-проекта.

### ПериодUnfortunate Snort(2001—2002). Pinkly Smooth
Выступая в составе Pinkly Smooth в качестве клавишника и вокалиста, Салливан взял для себя псевдоним «Rathead». В 2002 году группа выпустила альбом Unfortunate Snort — яркий и своеобразный образец авангардного метала. После выпуска альбома группа ушла в бессрочный отпуск в связи с тем, что Салливан и Гейтс отдали предпочтение набиравшей обороты Avenged Sevenfold.

### ПериодWaking the Fallen(2003—2005)
26 августа 2003 года Салливан в составе Avenged Sevenfold выпустил альбом Waking the Fallen, ознаменовавший переход к более тёмному металкор-звучанию и принесший ещё больший успех — группа попадала в чарт Billboard и приняла участие в различных престижных турах.

### ПериодCity of Evil(2005—2007)
7 июня 2005 года Салливан и Avenged Sevenfold выпустили новый альбом City of Evil, написанный в отличном от предыдущих стиле — NWOAHM, который принёс группе ошеломительный успех, в том числе и коммерческий. В первую неделю продаж было реализовано более 30 тысяч копий.
За четыре недели до начала записи альбома Салливан получил перелом руки, на лечение которого ушло шесть недель, поэтому барабанные партии для этого альбома ему пришлось сочинять, удерживая одну палочку двумя пальцами вместо нормального хвата.

### Период альбомаAvenged Sevenfold(2007—2009)
30 октября 2007 года группа выпустила одноимённый альбом — Avenged Sevenfold. Альбом стал новой вехой в становлении Салливана как музыканта — из 10 песен альбома он написал 4 («Almost Easy», «Afterlife», «Brompton Cocktail» и «A Little Piece of Heaven») и участвовал в написании всех остальных, а также записал партии клавишных для нескольких песен. Помимо того, в песнях «Critical Acclaim», «Afterlife» и «A Little Piece of Heaven» Салливан исполнил ведущую партию вокала, а для других записал бэк-вокал. Первая неделя продаж принесла результат в виде 90 тысяч проданных копий.
16 сентября 2008 года Avenged Sevenfold выпустили концертный DVD и сборник b-сайдов, озаглавленный «Live in the LBC & Diamonds in the Rough», состоящий из DVD с записью концерта группы в родном городе на Long Beach Arena и CD с кавер-версиями и песнями, записанными во время работы над альбомом Avenged Sevenfold, но не вошедшими в него. В сборнике прозвучал вокал Салливана (в песне «Crossroads»), а также его игра на клавишных.

### Смерть
28 декабря 2009 года Салливан был обнаружен мёртвым в своём доме в Хантингтон-Бич. Первоначальные результаты вскрытия оказались спорными и не дали результата. Avenged Sevenfold опубликовали на своём официальном сайте следующее сообщение:

С невероятной грустью и тяжестью в сердцах сегодня мы сообщаем вам об уходе Джимми «The Rev» Салливана. Джимми был не только одним из лучших в мире барабанщиков, но, что ещё более важно, он был нашим лучшим другом и братом. Наше внимание и наши молитвы направлены на семью Джимми, и мы надеемся, что вы не будете их беспокоить в это тяжелое время.

Джимми, ты навсегда в наших сердцах.

Мы любим тебя.
Оригинальный текст (англ.)It is with great sadness and heavy hearts that we tell you of the passing today of Jimmy “The Rev” Sullivan. Jimmy was not only one of the world's best drummers, but more importantly he was our best friend and brother. Our thoughts and prayers go out to Jimmy's family and we hope that you will respect their privacy during this difficult time.

Jimmy you are forever in our hearts.
 
We love you.
— M Shadows, Synyster Gates, Zacky Vengeance and Johnny Christ
Похороны Салливана прошли 6 января 2010 года.
Причины смерти Салливана были обнародованы 10 июня 2010 года.
Согласно заключению коронера, в теле музыканта были обнаружены следы оксикодона, оксиморфона, диазепама, нордиазепама и алкоголя. Также коронер отметил увеличенный размер сердца — кардиомегалию, что, по его мнению, могло сыграть определённую роль в смерти Салливана.

### ПериодNightmare(2009—2010)
Салливан умер за несколько дней до начала записи пятого студийного альбома Avenged Sevenfold — Nightmare, оставив группе наработки и черновики. По словам участников группы, около 60 % музыки альбома написаны Салливаном, а песни «Fiction» и «Save Me» полностью принадлежат его авторству. Кроме того, «Fiction» — последняя песня, в которой прозвучали вокал и клавишные Салливана.
Для черновиков Салливан записал свои партии на электронной ударной установке, но качество звучания этих записей не позволяло использовать их для альбома. Поэтому Avenged Sevenfold пригласили многолетнего кумира Салливана Майка Портного для воплощения черновиков в жизнь.
Альбом Nightmare вышел 27 июля 2010 года.